# Protasius von Boskowitz und Černahora

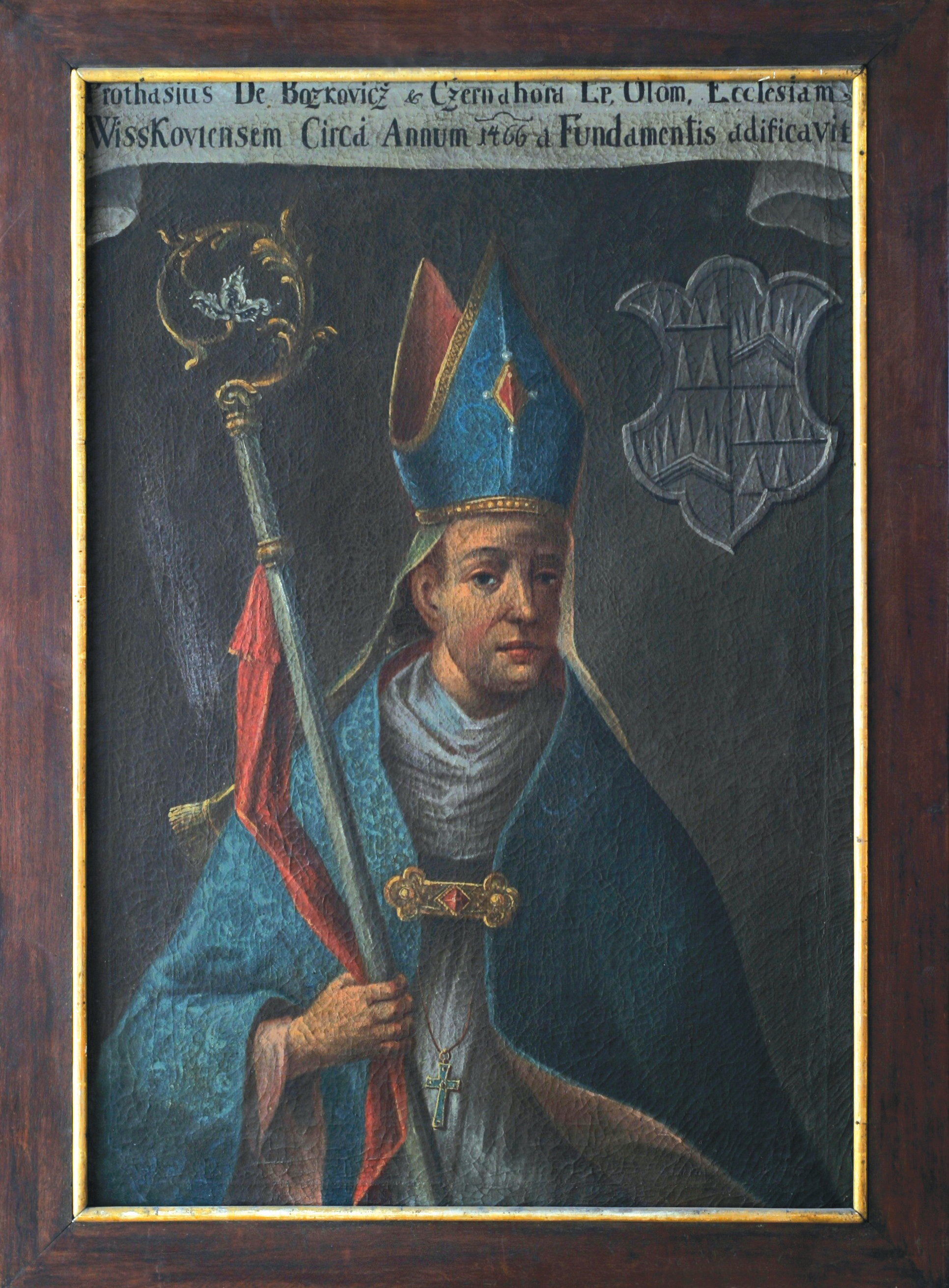
Tas Černohorský von Boskowitz, Bischof von Olmütz (1457–1482)

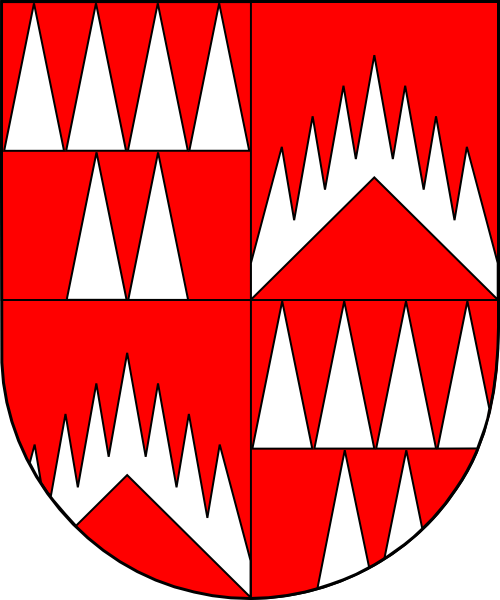
Wappen Protasius von Boskowitz und Černohora, Bischof von Olmütz (1457–1482)

Protasius von Boskowitz und Černahora, auch Tas Černohorský von Boskowitz; tschechisch Tas z Boskovic († 25. August 1482 in Wischau) war ein mährischer Adliger und Bischof von Olmütz.

## Herkunft und Werdegang
Protasius entstammte dem mährischen Adelsgeschlecht von Boskowitz, die sich in der böhmischen Reformation zum Hussitismus bekannte. Sein Vater Benedikt (Beneš) von Boskowitz, mährischer Unterkämmerer, schloss sich unter dem Einfluss des Predigers Johannes Capistranus 1451 mit seiner ganzen Familie wieder der katholischen Kirche an.
Protasius studierte ab 1446 in Wien und danach in Ferrara und Padua. Anschließend lehrte er vermutlich an der Universität Pavia, wo er bedeutende italienische Humanisten kennenlernte. Er war Kanoniker des Olmützer Domkapitels, wurde 1455 zum Propst von St. Peter in Brünn ernannt und erhielt zudem die Pfarrei Falkenstein.

### Bischof von Olmütz
Nach dem Tod des Olmützer Bischofs Bohuslaus von Zwole wurde Protasius zu dessen Nachfolger gewählt und am 21. November 1457 päpstlich bestätigt. Die Bischofsweihe erfolgte am 27. Juli 1459 durch den Breslauer Bischof Jost von Rosenberg.
Seinen Sprengel übernahm Protasius in einer schwierigen finanziellen und politischen Lage. Viele bischöfliche Besitzungen waren durch die Hussitenkriege zerstört oder verpfändet. Trotzdem gelang es ihm, einzelne Güter wieder zu erwerben, über die er 1465 ein Verzeichnis anlegen ließ. Für die bischöfliche Stadt Wischau veranlasste er größere Bauinvestitionen.
Zum böhmischen König Georg von Poděbrad unterhielt er ein vertrauensvolles Verhältnis und übernahm für ihn verschiedene diplomatische Aufgaben. 1460 reiste er zum Kaiser Friedrich III., um in einem Konflikt zu vermitteln, 1462 nahm er am Treffen der reichsfürstlichen Anhänger Poděbrads in Budweis teil und führte bald danach Verhandlungen mit dem polnischen König.

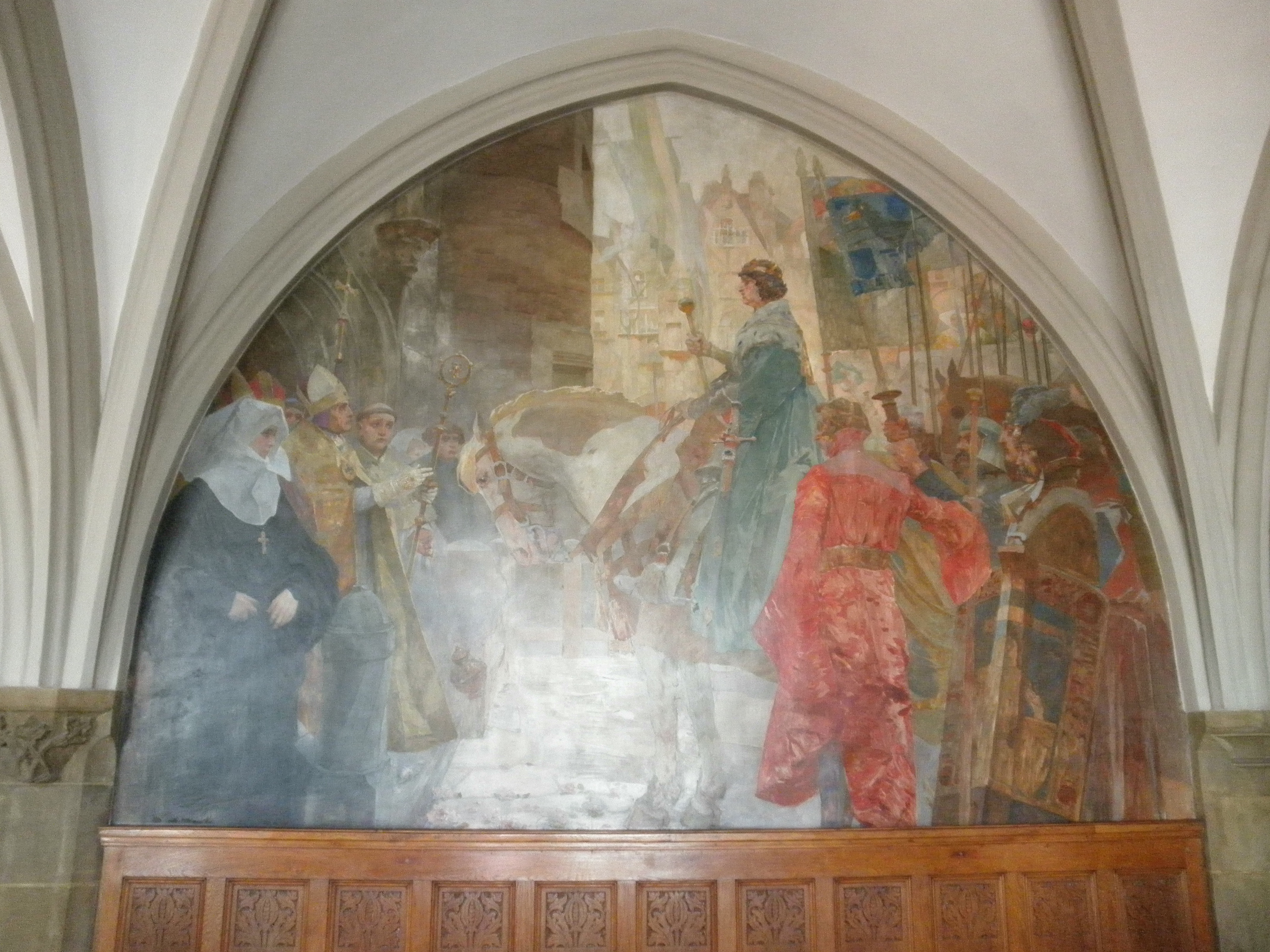
Protasius von Boskowitz und Černahora und König Matthias Corvinus, im Olmütz, 1675. Fresko, Charles Wilda.

Erst nachdem ihm vom Papst der Bann angedroht worden war, schloss sich Protasius 1467 mit seinen Truppen der katholischen Opposition an. Er unterstützte den ungarischen König Matthias Corvinus und bereitete dessen heimliche Wahl zum Gegenkönig von Böhmen vor. Nach Poděbrads Tod beteiligte er sich am 27. Mai 1471 an der Ausrufung und Bestätigung von Matthias Corvinus zum böhmischen König, während die böhmischen Stände den polnischen König Wladislaw wählten. 1478 nahm Protasius in Brünn an den Friedensgesprächen zwischen Wladislaw und Matthias Corvinus teil, die schließlich 1479 zum Frieden von Olmütz führten.
Protasius war von hoher Gelehrsamkeit und förderte die humanistische Bildung in seinem Sprengel. Zur Hebung der Schulwesens richtete er Niederlassungen für italienische Minoriten ein, die als Lehrer eingesetzt wurden. Nach seinem Tod wurde er im Olmützer Dom beigesetzt.